# Je ne suis pas une salope, je suis une journaliste
Je ne suis pas une salope, je suis une journaliste (en español: No soy puta, soy periodista) es un documental francés de Marie Portolano y Guillaume Priou sobre el sexismo y el lugar de la mujer en el periodismo deportivo .
Emitida por primera vez el  21 de marzo de 2021 en Canal +, surgió la polémica cuando la web Les Jours reveló que el canal cortó una secuencia durante el montaje implicando al periodista de la cadena Pierre Ménes.

## Sinopsis
Periodista deportiva y presentadora de televisión, Marie Portolano ha sido víctima del sexismo en numerosas ocasiones. Quería saber si sus compañeras estaban experimentando el mismo malestar y cómo lo estaban superando. Cede la palabra a veinte de ellas, entre ellas Laurie Delhostal, Estelle Denis, Nathalie Iannetta o Isabelle Ithurburu.
El título hace referencia al documental sobre el racismo en el mundo del fútbol Je ne suis pas un singe de Olivier Dacourt y Marc Sauvourel.

## Controversia
El sitio web Les Jours reveló que el canal cortó una secuencia durante el montaje que involucra a Pierre Ménes y una entrevista a Hervé Mathoux, presentador histórico del Canal Football Club. Según Le Parisien, Pierre Ménes no pidió ser cortado durante el montaje del documental.
La secuencia se emite al día siguiente en el programa Touche pas à mon poste ! en C8, canal del grupo Canal + . Pierre Ménes explica que decirle a una mujer que es hermosa con su escote es un simple cumplido para él. Cuando el periodista evoca el momento en que le levantó la falda, dice que ya no lo recuerda y explica que podría volver a hacerlo hoy. Sorprendido de saber que Marie Portolano se sintió humillada, se disculpa pero asegura que no diferencia entre mujer y hombre.

## Ficha técnica
- Producción : Marie Portolano y Guillaume Priou
- Difusión : 21 de marzo de 2021 a las 18 h en Canal + y en Replay[3]
- Distribución : Canal +
- Duración : 1 h 16

## Distribución
- Laurie Delhostal
- Estelle Denis
- Cecile Grès
- Nathalie Iannetta
- Isabelle Ithurburu
- Charlotte namura
- Clementine Sarlat

## Recepción
En sus capturas de pantalla de Chronicle sobre France Inter, Dorothée Barba saluda el coraje necesario para que Marie Portolano muestre " el basurero de insultos sexistas que recibió y aún recibe ". También afirma que " Este documental de gran éxito es una bofetada y puede resonar mucho más allá del mundo del periodismo deportivo. ".
El sitio web Les Jours describe el documental como " esencial, ardiente y enojado ".
Para L'Équipe, es un " documental necesario" : " Detrás de un título tan provocador como el del documental de Dacourt y Sauvourel, se esconde una película muy exitosa, profunda, a veces conmovedora, a menudo alarmante, siempre conmovedora y sobre todo esclarecedora. ". El periódico " solo lamento que casi todos los testimonios [...] provengan de periodistas de televisión ".